# The Ting Tings
The Ting Tings – angielski duet, w skład którego wchodzą: Katie White (ur. 1983) (wokal, gitara basowa, bęben wielki, cowbell) i Jules De Martino (ur. 1973) (perkusja, gitara prowadząca, gitara basowa, wokal, fortepian). Zespół powstał w grudniu 2004 roku w Salford. W 2007 roku podpisali kontrakt z wytwórnią muzyczną Columbia Records. Singel „That's Not My Name” wydany 8 maja 2008 roku zadebiutował na szczycie notowania UK Singles Chart. Do grudnia 2014 roku singel ten sprzedał się w ilości 450 000 egzemplarzy, stając się tym samym najlepiej sprzedającym się utworem The Ting Tings w Wielkiej Brytanii. Debiutancki album, zatytułowany We Started Nothing uplasował się na pierwszym miejscu w Wielkiej Brytanii i uzyskał tam status podwójnej platynowej płyty. 24 lutego 2012 roku został wydany ich drugi album studyjny Sounds from Nowheresville, który promowany był przez singel "Hands". Trzeci album, zatytułowany Super Critical został wydany w 2014 roku przez wytwórnię Finca Records. 26 października 2018 roku ukazał się czwarty album grupy pt. The Black Light. Krążek promowały single „Blacklight” oraz „Estranged”. 

## Dyskografia
- We Started Nothing (2008)
- Sounds from Nowheresville (2012)
- Super Critical (2014)
- The Black Light (2018)

## Trasy koncertowe
- We Started Nothing Tour (2007-2010)
- Show Us Yours Tour (2011-2012)

Występy w Polsce
- 5 lipca 2009 - koncert w ramach Open’er Festival[8]
- 4 lipca 2012 - koncert w ramach Open’er Festival[9]